# Det inre

Punkten x är en inre punkt till mängden S, vilket punkten y inte är.

Det inre är ett matematiskt begrepp inom topologin.
Det inre av ett område är mängden av de punkter som tillhör området, men inte tillhör randen.
Ibland beskrivs dessa punkter som inre punkter till området, och det inre blir då mängden av inre punkter.
Formellt definieras det inre av en mängd B som unionen av alla öppna delmängder till B. Detta innebär därför att det inre av B är den största öppna mängden innehållen i B. 
Om området är B, så betecknas det inre med Bo eller int(B). Enligt definitionen ovan gäller att B = int(B) omm B är en öppen mängd.